# 世川武尊
世川武尊（1991年7月29日—），日本踢拳运动员，速度，力量，意志力而著称的日本小级别最强王者。其在童年時期就已訓練空手道，到了高中時期改練踢拳。其畢業於星槎国際高等学校。2015年4月19日世川武尊夺得生涯第一座K-1 World Grand Prix冠军
他是日本新K-1初代55kg世界王者，K-1初代57.5kg世界王者，K-1第四代60kg世界王者，成為K-1史上第一位三階級的冠軍。
职业战绩为42戰40胜2负。
武尊於2022年6月19日THE MATCH大賽上，與那須川天心激戰三回合後以點數惜敗給那須川天心。與K-1、KREST的契約到2022年10月31日止,武尊宣布退出K-1。